# Cannelton
Cannelton – miasto w Stanach Zjednoczonych, w stanie Indiana, w hrabstwie Perry.

## Położenie
Leży nad rzeką Ohio, która tworzy południową granicę stanu Indiana.

## Demografia
Liczba mieszkańców w 2000 wynosiła 1209. W 2023 liczba mieszkańców wzrosła do 1494 osób, a gęstość zaludnienia przekroczyła 367 osób/km².